# Claës Bratt
Claës Christian August Bratt, född den 25 oktober 1844 på Sjönnebol i Södra Ny socken, Värmlands län, död den 13 oktober 1937 i Engelbrekts församling i Stockholm, var en svensk militär och författare. Han var bror till Adolf Bratt och kusin till John Bratt samt far till Gösta, Karl Axel och Helmer Bratt.
Bratt blev underlöjtnant vid Värmlands fältjägarkår 1864, major i armén 1893, vid Älvsborgs regemente 1894, överstelöjtnant vid Skaraborgs regemente 1897 och erhöll avsked 1901, samtidigt som han befordrades till överste i armén. Bratt var vid sidan av sin tjänst verksam som gymnastiklärare, bland annat 1873–1886 i Karlstad. Bratt var sakkunnig i Karl Staaffs försvarskommission. Han utövade en flitig och uppmärksammad författarverksamhet i olika militära men även i många andra ämnen i form av böcker, broschyrer och tidningsartiklar. Han var också en pionjär i fråga om slöjdens införande som obligatoriskt ämne vid Statens undervisningsanstalter. Bratt författade en skrift om slöjdens betydelse vid undervisningen som översattes till flera språk. Bratt ledde 1875 den första svenska pedagogiska slöjdkursen vid Karlstads seminarium. Bland hans skrifter märks Försök till besvarande af frågan: Hvilka förändringar uti infanteriets stridssätt har erfarenheten från 1870-71 årens krig visat vara nödvändiga? (1876), Hafva ringa öfvade och löst organiserade massor med hopp om framgång kunnat bjuda öfvade, ordnade krigshärar spetsen...? (1879), Gustaf II Adolf som fältherre (1891), Karl XII som härförare (1931) och Napoleon. Fältherre och fredsvän (1936). Bratt invaldes som ledamot av Krigsvetenskapsakademiens andra klass 1887 och av Samfundet för utgivande av handskrifter rörande Skandinaviens historia 1897. Han blev riddare av Svärdsorden 1886. Bratt är begraven på Norra begravningsplatsen utanför Stockholm.